# 郭華讓

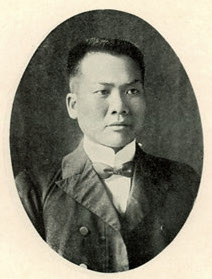
郭華讓

郭華讓（1888年10月6日—1951年3月12日），和名武原加讓（日语：／ Takehara Kajaū），日治台灣台北州內湖庄地方仕紳。曾2次擔任內湖庄長。

## 生平
1888年生於台北內湖。1910年3月畢業於臺灣總督府國語學校國語部，4月任職於錫口公學校內湖分校（今內湖國小）。1920年擔任內湖信用組合專務理事，同年10月被選為內湖庄長。任內獎勵產業，提倡教育，修闢對內、對外道路及橋樑。1921年，獲頒紳章。
內湖庄長任內，又兼任臺北州青果輸出組合長。1924年9月24日，將尖頂命名為碧山，舊石碑今存立於碧山巖階梯步道旁。同年10月庄長任期期滿退職後，擔任內湖信用組合長。1932年10月再任內湖庄長。1934年9月申請建造內湖橋。
此外，任內動員保正、庄民整修內湖松山道（今成功路二、三段到新明路），將原有的田埂小徑，修整成保甲路。其中章彬嶺（內湖國中校園東側坡道）曾進行一、二次削平工程。以及今內湖路一、二段的拓寬工程、今康寧路興築工程與中店仔（今內湖路二段舊內湖行政中心）自來水等項工程。
1939年2月11日，皇民化運動時，郭家被認定為國語家庭，自此郭華讓改姓名為武原加讓，直到中華民國接收台灣。

## 家庭

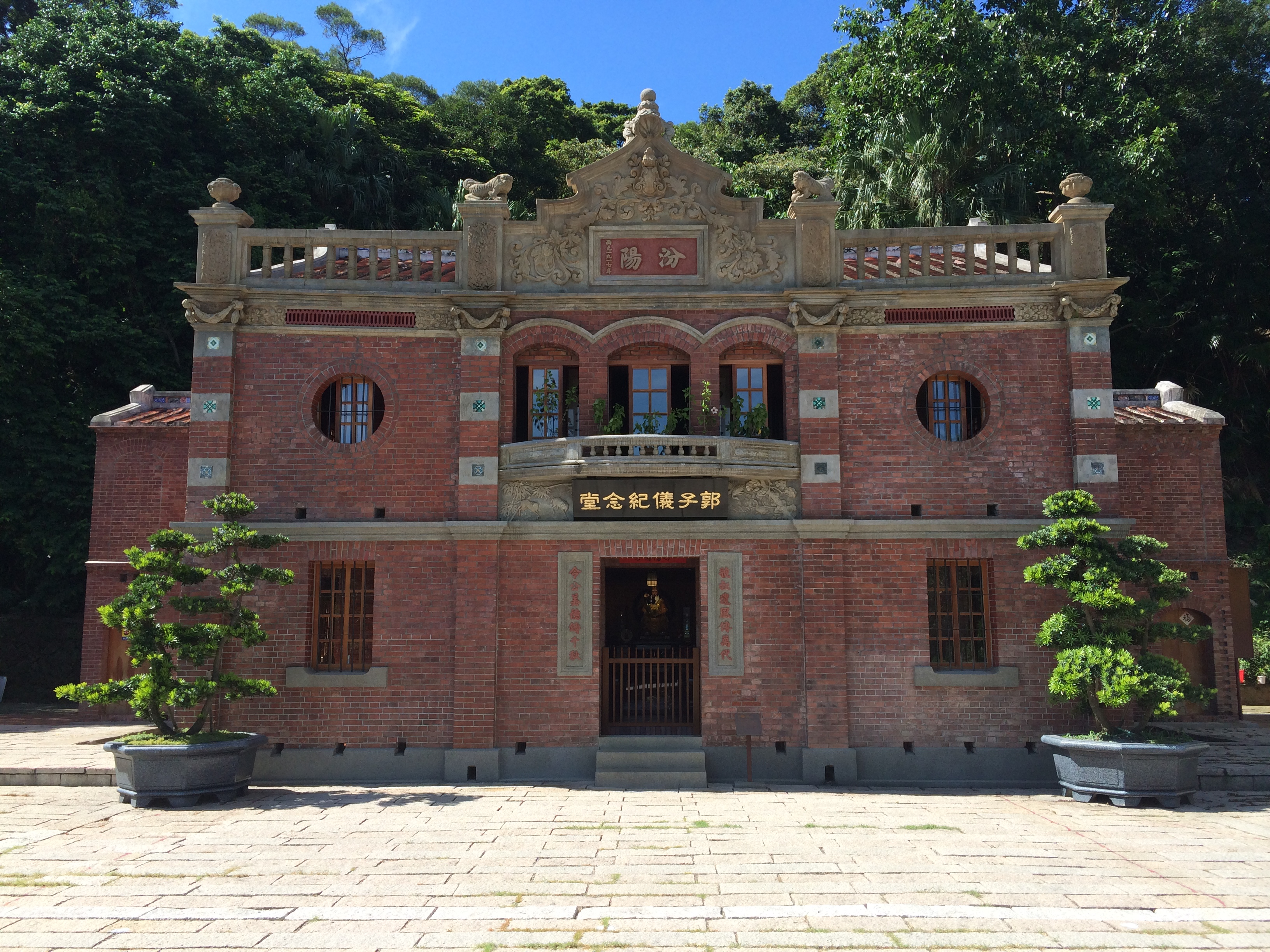
內湖郭氏古宅（今郭子儀紀念堂），為郭華讓故居。

- 祖父－郭文茂
- 父親－郭章龍
- 母親－郭吳燕
- 配偶－郭邱阿招
- 長子－郭國夫
- 次子－郭國荃
- 堂兄弟－郭華溪
- 姪子－郭國仕